# Van Buren (schuilnaam)

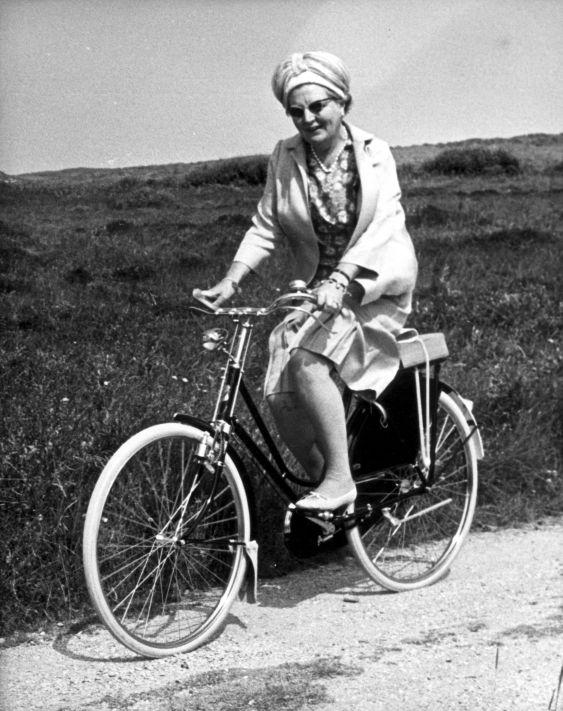
Juliana van Buren.

Van Buren is een schuilnaam die door leden van de Nederlandse koninklijke familie wordt gebruikt om incognito te blijven.
De achternaam Van Buren komt van de titel graaf van Buren, een van de vele titels en namen die koning Willem-Alexander kan voeren. Dit graafschap voert terug op Anna van Buren, de eerste echtgenote van Willem van Oranje. Haar voorouders uit het huis Egmont kregen in 1472 zeggenschap over Buren (in de Betuwe). In 1498 werd Buren een graafschap. Na de dood van de enige zoon van Anna van Buren en Willem van Oranje, Filips Willem, kwam de titel graaf van Buren in handen van zijn halfbroer Maurits.
Koning Willem III liet zich graaf van Buren noemen. Koningin Wilhelmina en koningin Juliana waren vaak incognito als gravin van Buren, bijvoorbeeld bij restaurantreserveringen.
Toen prins Willem-Alexander in 1986 de Elfstedentocht reed, deed hij dat onder de naam W.A. van Buren, een onopvallende naam. Pas tijdens de tocht werd bekend wie hij werkelijk was.